# Garanti- & Nattvakts AB
Garanti- & Nattvakts Aktiebolaget var ett privatägt vaktbolag som grundades 1904 i Göteborg.
Vaktbolagets stiftare var Thorsten Sellgren, Viktor F. Hinnerson, Harald Gedda, August Lambert och Ivar Gedda. Vaktstyrkan var i början liten, men växte under första världskriget till cirka 200. Under mellankrigstiden hade bolaget 40-50 vakter anställda. Under andra världskriget hade man 125-150 vakter. Anställda måste godkännas första av poliskammaren.
Verksamheten var indelat i distriktsbevakning: fastigheter, villor, butiker, bank- och kontorslokaler, fabriker, upplag inom ett större avgränsat område som besöktes av vaktmanskap på natten. Stationärbevakning innebar ständig bevakning på stället.
Bolaget tillhandahöll och installerade även larmsystem.
Åren 1910-18 och 1922-28 handhade Garanti- & Nattvakts Aktiebolaget även renhållningen i Göteborgs stad.